# Доре, Жан-Мари
Жан-Мари Доре (фр. Jean-Marie Doré; 12 июня 1938, Боссу, Гвинея — 29 января 2016, Конакри, Гвинея) — гвинейский государственный деятель, премьер-министр с 21 января по 24 декабря 2010 года.

## Биография
Изучал право в Лионе, по возвращении на родину специализировался на трудовом праве. В 1970 году он стал работать в Международной организации труда в Женеве, одновременно получил степень в области политических наук. В 1988 году вернулся в Гвинею, где основал транспортную компанию.
В начале 1990-х годов основал оппозиционную партию «Союз за прогресс Гвинеи», которую представлял на президентских выборах в 1993 и 1998 годах. В 1998 году он получил лишь 1,7 % голосов. Летом 2001 года осудил кампанию правящей партии за конституционную поправку, которая позволила бы президенту Конте баллотироваться на новый срок и пригрозил вывести «Союз за прогресс Гвинеи» из национального диалога, если правящая партия продолжит свою кампанию. На парламентских выборах в 2002 году, СПГ была единственной из оппозиционных партий, не бойкотировавших выборы, но впоследствии она отказалась принять три места, которые получила.
Была единственным среди главных лидеров оппозиции, заявившим о бойкоте Национального консультативного совещания в марте 2006 года, на котором предлагались различные реформы и политические изменения. В январе 2007 года, на фоне всеобщей забастовки, поддержанной оппозицией, он заявил, что народ был возмущён «высокомерным проявлением безнаказанности» Конте в освобождении двух его друзей из тюрьмы. Он также подчеркнул, что людям «надоело жить в стране, где ничего не работает, даже когда нет всеобщей забастовки. Людям нечего терять».
После прихода к власти в декабре 2008 года военной хунты во главе с Муссой Камара он стал представителем оппозиционного альянса «Форум активных действий», оказавшись связующей фигурой оппозиции с Камарой, поскольку они родились с ним в одном регионе.
28 сентября 2009 года в столице страны Конакри произошли беспорядки, когда демонстрация оппозиции была жестоко подавлена военными. При этом более 150 человек погибли, а сам Доре был ранен. Вечером того же дня, пока политик всё ещё находился в клинике, его дом вместе с домами двух других лидеров оппозиции был разграблен солдатами.
После того как в декабре 2009 года действующий президент Камара был серьёзно ранен во время покушения, его обязанности перешли к Секубе Конате. Он провёл немедленные переговоры с оппозицией по созданию переходного правительства. 19 января 2010 года Конате поручил Доре сформировать правительство, цель которого состоит в том, чтобы подготовить демократические выборы, которые будут проведены в течение шести месяцев. Вступил в должность 26 января. После проведения в конце 2010 года президентских выборов и победы на них Альфы Конде временное правительство сложило свои полномочия и его глава ушёл в отставку.
На парламентских выборах в сентябре 2013 года он был избран в Национальное собрание. В январе следующего года в качестве старейшего депутата председательствовал на заседании, на котором был избран президентом Национального собрания.
Умер ранним утром 29 января 2016 года в Конакри от естественных причин.